# Jaculina tessellata
Jaculina tessellata är en mossdjursart som beskrevs av Hayward 1979. Jaculina tessellata ingår i släktet Jaculina och familjen Jaculinidae. Inga underarter finns listade i Catalogue of Life.